# Heike Hedlund
Per Heike Hedlund (* 15. März 1942 in Lit) ist ein ehemaliger schwedischer Eisschnellläufer.
Hedlund, der für den IF Castor aus Östersund startete, nahm von 1960 bis 1971 an internationalen Wettbewerben teil. Dabei belegte er bei den Olympischen Winterspielen 1964 in Innsbruck den siebten Platz über 500 m und bei den Olympischen Winterspielen 1968 in Grenoble den 15. Rang über 500 m. Er nahm an keiner Weltmeisterschaft oder Europameisterschaft teil. Seine beste Platzierung bei schwedischen Meisterschaften erreichte er im Jahr 1972 mit dem fünften Platz im Sprint-Mehrkampf.

## Persönliche Bestzeiten
| Disziplin | Zeit        | Datum           | Ort     |
| --------- | ----------- | --------------- | ------- |
| 500 m     | 39,8 s      | 3. Februar 1968 | Davos   |
| 1000 m    | 1:24,0 min  | 9. März 1968    | Inzell  |
| 1500 m    | 2:10,2 min  | 23. Januar 1964 | Davos   |
| 3000 m    | 4:58,5 min  | 12. Januar 1963 | Davos   |
| 5000 m    | 8:39,6 min  | 7. März 1964    | Iwanowo |
| 10.000 m  | 18:19,9 min | 8. März 1964    | Iwanowo |